# 이차수
이차수(李且壽, 1957년 6월 6일 ~ 2020년 3월 9일)는 대한민국의 정치인이다.
제2·3·4·6·7대 대구광역시 북구의회 의원었으며 6대 전반기 의장을 지냈다. 또한 대구국제공항과 같이 쓰는 K-2 공군기지의 이전을 촉구하는 등 사회 운동을 하였다. 대한민국 제21대 국회의원 선거에서 자유한국당의 양금희 대구 북구 갑 예비후보의 선거사무장을 맡다가 2020년 3월 9일 코로나바이러스감염증-19로 칠곡경북대학교병원에서 별세하였다.

## 학력
- 경북대학교 행정대학원 석사 수료

## 경력
- LIG손해보험 소원대리점 대표
- 1995.07 ~ 1998.06 제2대 대구광역시 북구의회 의원
- 1998.07 ~ 2002.06 제3대 대구광역시 북구의회 의원
- 2002.07 ~ 2006.06 제4대 대구광역시 북구의회 의원
- 2002.07 ~ 2004.07 제4대 대구광역시 북구의회 전반기 내무위원장
- 제4대 대구광역시 북구의회 K-2 이전 대구시민추진단 부위원장
- 2010.07 ~ 2014.06 제6대 대구광역시 북구의회 의원
- 2010.07 ~ 2012.07 제6대 대구광역시 북구의회 전반기 의장
- 2014.07 ~ 2018.06 제7대 대구광역시 북구의회 의원

## 역대 선거 결과
|  | 56.30% |

|  | 67.15% |

|  | 0% |

|  | 6.23% |

|  | 22.12% |

|  | 17.90% |

|  | 21.71% |

## 가족 관계
- 배우자: 장삼숙
  - 아들: 이현수(1981년 1월 31일~ )
  - 슬하: 이현미